# مک‌کیسپورت (پنسیلوانیا)
مک‌کیسپورت (به انگلیسی: McKeesport) شهری در ایالت پنسیلوانیا کشور ایالات متحده آمریکا است که جمعیت آن در سرشماری سال ۲۰۱۰ میلادی، ۱۹٬۷۳۱ نفر بوده‌است.

## نگارخانه

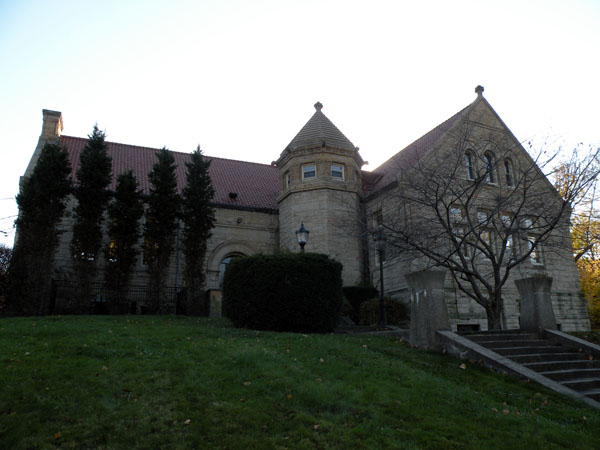
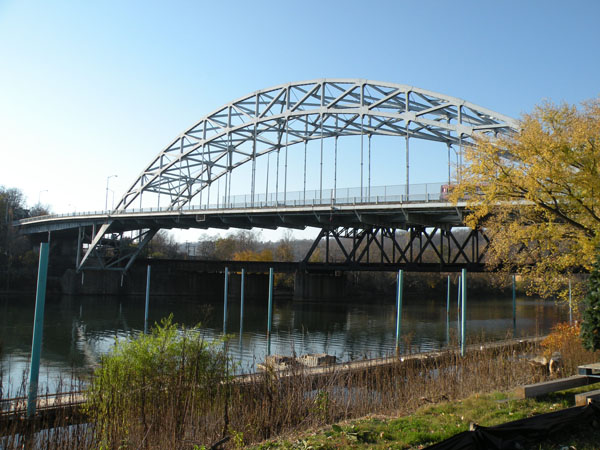
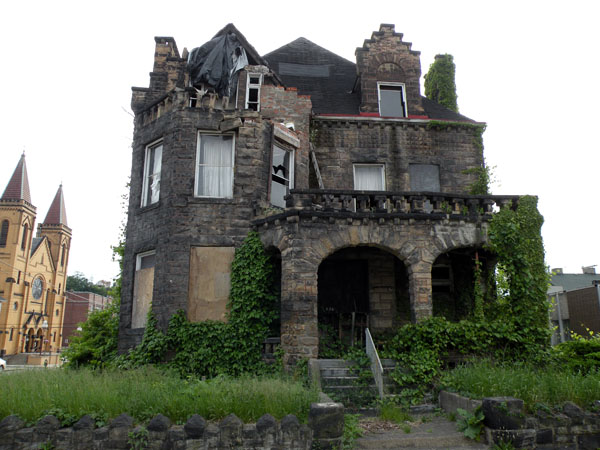